# Philippe Gnaegi
Philippe Gnaegi (* 12. Januar 1962) ist ein Schweizer Politiker aus dem Kanton Neuenburg. Er war von 2009 bis 2013 Staatsrat.

## Biografie
Philippe Gnaegi wurde am 12. Januar 1962 geboren. Sein Vater ist Deutschschweizer und seine Mutter Engländerin. Gnaegi wuchs in Neuenburg auf.
Gnaegi studierte Wirtschaftswissenschaften und promovierte anschliessend berufsbegleitend in Rechtswissenschaften an der Universität Neuenburg mit einer Dissertation über Sozialversicherungen.
Nach Abschluss seines Studiums arbeitete er eine Zeit lang für die Personalabteilung von Philip Morris. Von 1996 bis 2009 war er Lehrbeauftragter der Universität Freiburg und gleichzeitig von 2001 bis 2009 Lehrer und Direktor der École supérieure de commerce du lycée Jean-Piaget.
Er wohnt in Neuenburg, ist verheiratet und Vater von drei Töchtern.
Philippe Gnaegis offizielles Porträt hängt im Rittersaal des Schlosses Neuenburg und wurde von Ivan Moscatelli angefertigt.

## Politischer Werdegang
Gnaegi trat 2004 der FDP bei und sass von 2005 bis 2009 im Grossen Rat des Kantons Neuenburg. Zwischen 2008 und 2009 war er Präsident der FDP Neuenburg.
Am 26. April 2009 wurde er im zweiten Wahlgang in den Staatsrat des Kantons Neuenburg gewählt, wo er mit 28.440 Stimmen den fünften Platz belegte und damit Fernand Cuche um beinahe 8000 Stimmen übertraf. Im Staatsrat übernahm Gnaegi die Leitung des Departements für Bildung, Kultur und Sport. Da er mit der Notwendigkeit von Einsparungen konfrontiert war, erhöhte er die Anzahl der Unterrichtsstunden von 23 auf 24 und die Anzahl Schüler pro Klasse von 21 auf 22. Im August 2010 übernahm er das Wirtschaftsdepartement vom zurückgetretenen Frédéric Hainard, bis sein Nachfolger Thierry Grosjean im November desselben Jahres das Amt antrat.
Von Juni 2012 bis Mai 2013 war Gnaegi Präsident des Staatsrats.
Am 28. April 2013 kandidierte er als einziger Staatsrat für eine weitere Amtszeit, erreichte aber mit 12.767 Stimmen nur den neunten Platz, 4200 Stimmen hinter seinem Mitbewerber Alain Ribaux (FDP), der den fünften Platz belegte. Am nächsten Tag kündigte er an, dass er nicht zum zweiten Wahlgang antreten werde und beendete somit seine Amtszeit am 27. Mai 2013.

## Weitere Mandate
Im Juni 2013 ernannte ihn der Bundesrat zum Präsidenten des Rates des Eidgenössischen Hochschulinstituts für Berufsbildung, mit Amtsantritt Mitte August. Er übte dieses Amt bis 2019 aus.
Am 1. Dezember 2015 trat er die Nachfolge von Lucrezia Meier-Schatz als Direktor des Dachverbands der Familienorganisationen in der Schweiz, Pro Familia Schweiz, an. Gleichzeitig unterrichtet er weiterhin an den Universitäten Freiburg und Neuenburg.

## Publikationen
- Histoire, Structure et financement des assurances sociales avec une introduction à la politique familiale, Zürich, Schulthess, 2024,5e éd. ISBN 978-3-7255-8669-1
- Familienpolitik in der Schweiz, Zürich, Schulthess, 2022, 417 S. ISBN 978-3-7255-8376-8
- La politique familiale en Suisse, Zürich, Schulthess, 2021, 413 p. ISBN 978-3-7255-8818-3
- Les réformes en cours dans l'école neuchâteloise, G d'Encre, novembre 2010, 92 p. ISBN 978-2-940257-80-5
- Histoire structure et financement des assurances sociales en Suisse avec une introduction à la politique familiale, Zurich, Schulthess, 2017, 4e éd., 348 p. ISBN 978-3-7255-9070-4

- Genérations solidaires, Lausanne, Socialinfo, 2018, 188 p. ISBN 978-2-940615-09-4